# 完顏什古
完顏什古（?—?），金朝第四代皇帝完颜亮的后宫，第一代皇帝金太祖的孙女，宋王完颜宗望的女儿。

## 生平
完顏什古作为金朝的寿宁县主，和太傅完颜宗本的女儿完顏莎里古真、完顏餘都，丽妃唐括石哥的妹妹蒲鲁胡只，完颜亮母亲大氏的表兄张定安的妻子奈剌忽，梁王完颜宗弼的女儿静乐县主完顏蒲剌、完顏習撚，完颜宗磐的孙女郧国夫人完顏重節都有丈夫，其中只有完顏什古的丈夫已经去世。完颜亮派侍女高师姑、内哥、阿古等人召她们入宫，与她们私通。这些妃主宗妇被私幸的，都分属诸妃，出入位下。奈剌忽出入元妃（大元妃）位，蒲鲁胡只出入丽妃（唐括丽妃）位，莎里古真和餘都出入贵妃（唐括贵妃）位，什古、重节出入昭妃（蒲察昭妃）位，蒲剌、师姑儿出入淑妃位。完颜亮派内哥召完颜什古。先在暖位小殿置放琴阮在其中，然后召见她。完顏什古已经上了年纪而色衰，完颜亮常讥笑她衰老。最后进封完颜什古为昭宁公主。